# L'Heure des nuages
Pour plus de détails, voir Fiche technique et Distribution.
L'Heure des nuages (A los que aman) est un film romantique franco-espagnol réalisé par Isabel Coixet et sorti en 1998.
C'est une adaptation de l'essai De l'amour de Stendhal, publié en 1822.

## Fiche technique
Sauf indication contraire, les informations mentionnées dans cette section peuvent être confirmées par la base de données cinématographiques IMDb,  présente dans la section « Liens externes ».
- Titre français : L'Heure des nuages[1]
- Titre original : A los que aman
- Réalisateur : Isabel Coixet
- Scénario : Isabel Coixet, Joan Potau
- Photographie : Paco Femenia
- Montage : Ernest Blasi
- Musique : Alfonso Vilallonga
- Sociétés de production : Sociedad General de Televisión (Sogetel), Canal+ España, Sogepaq
- Pays de production :  Espagne -  France
- Langue originale : espagnol
- Format : couleurs - Son Dolby Digital - 35 mm
- Durée : 97 minutes (1 h 37)
- Genre : drame romantique
- Dates de sortie :
  - Espagne : 24 octobre 1998 (Madrid)
  - France : 22 juin 1999[1]

## Distribution
- Patxi Freytez : Mestre jove
- Julio Núñez : Mestre major
- Olalla Moreno : Matilde
- Monica Bellucci : Valeria
- Christopher Thompson : León
- Albert Pla : Jonás jove
- Amanda García : Armancia
- Gary Piquer : Martín
- Juan Manuel Chiapella : Jonás gran
- Luciano Federico : Preceptor
- Laura Aparicio : Criada jove
- Yolanda Sala : Monja jove
- Adrián Stinus : Mestre nen
- Mónica Gago : Matilde nena
- Lucía Celdrán : Valeria nena